# Oswaldo García Monteblanco
Oswaldo Venancio García Monteblanco (1944 - 2021) es un político peruano. 
Participó en las elecciones generales de 1990 y fue elegido diputado por el departamento de Junín por el partido Cambio 90. No pudo completar su periodo por el Autogolpe dado por el presidente Alberto Fujimori el 5 de abril de 1992.
García emigró a Estados Unidos asentándose en el estado de California, y ejerciendo como pastor evangélico. Falleció el miércoles 22 de setiembre del 2021. [cita requerida]